# Danai Udomchoke
Juachimin Xampoo (en tailandés ดนัย อุดมโชค, 11 de agosto de 1981 en Bangkok, Tailandia) es un exjugador profesional de tenis tailandés.

## Carrera
Su mejor ranking en individuales lo alcanzó en 2007 cuando llegó a ser el n.º 77 del mundo, mientras que en dobles llegó hasta la posición n.º 130 el 8 de octubre de 2012.
Ha ganado hasta el momento 1 título de dobles de la categoría ATP World Tour 250. Además de 9 títulos individuales en el ATP Challenger Series y otros 4 en dobles.

### Copa Davis
Mención aparte merece su participación en la Copa Davis. Desde el año 1998 es uno de los principales participantes del Equipo de Copa Davis de Tailandia. Ha participado en 35 nominaciones, y tiene un récord total de partidos ganados/perdidos de 42/20 (40/17 en individuales y 2/3 en dobles).
Es el jugador que más partidos ha ganado en este torneo para su país (42) y también el que más lo ha hecho en individuales (40).

## Títulos; 14 (9 + 5)
| Leyenda                     | Individuales | Dobles |
| --------------------------- | ------------ | ------ |
| Grand Slam                  | 0            | 0      |
| ATP World Tour Finals       | 0            | 0      |
| ATP World Tour Masters 1000 | 0            | 0      |
| ATP World Tour 500 Series   | 0            | 0      |
| ATP World Tour 250 Series   | 0            | 1      |
| ATP Challenger Series       | 9            | 5      |

### Individuales

#### Títulos

##### ATP Challenger Tour
| N.º | Fecha      | Torneo                      | Superficie | Rival en la final | Resultado       |
| --- | ---------- | --------------------------- | ---------- | ----------------- | --------------- |
| 1.  | 12.10.2003 | Challenger de Hubli-Dharwad | Dura       | Jimmy Wang        | 7:65, 6:1       |
| 2.  | 29.05.2005 | Challenger de Busan (1)     | Dura       | Paul Goldstein    | 7:66, 6:1       |
| 3.  | 31.07.2005 | Challenger de Granby        | Dura       | Grégory Carraz    | 7:66, 2:6, 7:62 |
| 4.  | 19.11.2005 | Challenger de Champaign     | Dura (i)   | Justin Gimelstob  | 7:5, 6:2        |
| 5.  | 23.04.2006 | Challenger de Chikmagalur   | Dura       | Toshihide Matsui  | 7:5, 6:4        |
| 6.  | 21.05.2006 | Challenger de Fergana       | Dura       | Alexander Peya    | 6:0, 6:2        |
| 7.  | 12.11.2006 | Challenger de Busan (2)     | Dura       | Paul Goldstein    | 6:2, 6:0        |
| 8.  | 17.05.2009 | Challenger de Busan (3)     | Dura       | Blaž Kavčič       | 6:2, 6:2        |
| 9.  | 04.02.2012 | Challenger de Burnie        | Dura       | Samuel Groth      | 7:65, 6:3       |

### Dobles

#### Títulos

##### ATP World Tour
| N.º | Fecha       | Torneo            | Superficie | Pareja      | Rival en la final        | Resultado |
| --- | ----------- | ----------------- | ---------- | ----------- | ------------------------ | --------- |
| 1.  | 30..09.2012 | Torneo de Bangkok | Dura       | Lu Yen-hsun | Eric Butorac Paul Hanley | 6:3, 6:4  |

##### ATP Challenger Tour
| N.º | Fecha      | Torneo                 | Superficie  | Pareja           | Rival en la final          | Resultado         |
| --- | ---------- | ---------------------- | ----------- | ---------------- | -------------------------- | ----------------- |
| 1.  | 01.12.2002 | Challenger de Yokohama | Carpeta (i) | Lu Yen-hsun      | Ivo Karlović Mark Nielsen  | 7:65, 6:3         |
| 2.  | 13.07.2003 | Challenger de Granby   | Dura        | Lu Yen-hsun      | Josh Goffi Ryan Sachire    | 6:74, 6:4, 7:60   |
| 3.  | 15.05.2011 | Challenger de Busan    | Dura        | Im Kyu-tae       | Jamie Baker Vasek Pospisil | 6:4, 6:4          |
| 4.  | 14.07.2013 | Challenger de Pekín    | Dura        | Toshihide Matsui | Gong Maoxin Zhang Ze       | 4:6, 7:66, [10:8] |